# 道の駅ふるさと豊田
道の駅ふるさと豊田（みちのえき ふるさととよた）は、長野県中野市永江にある国道117号の道の駅である。

## 施設

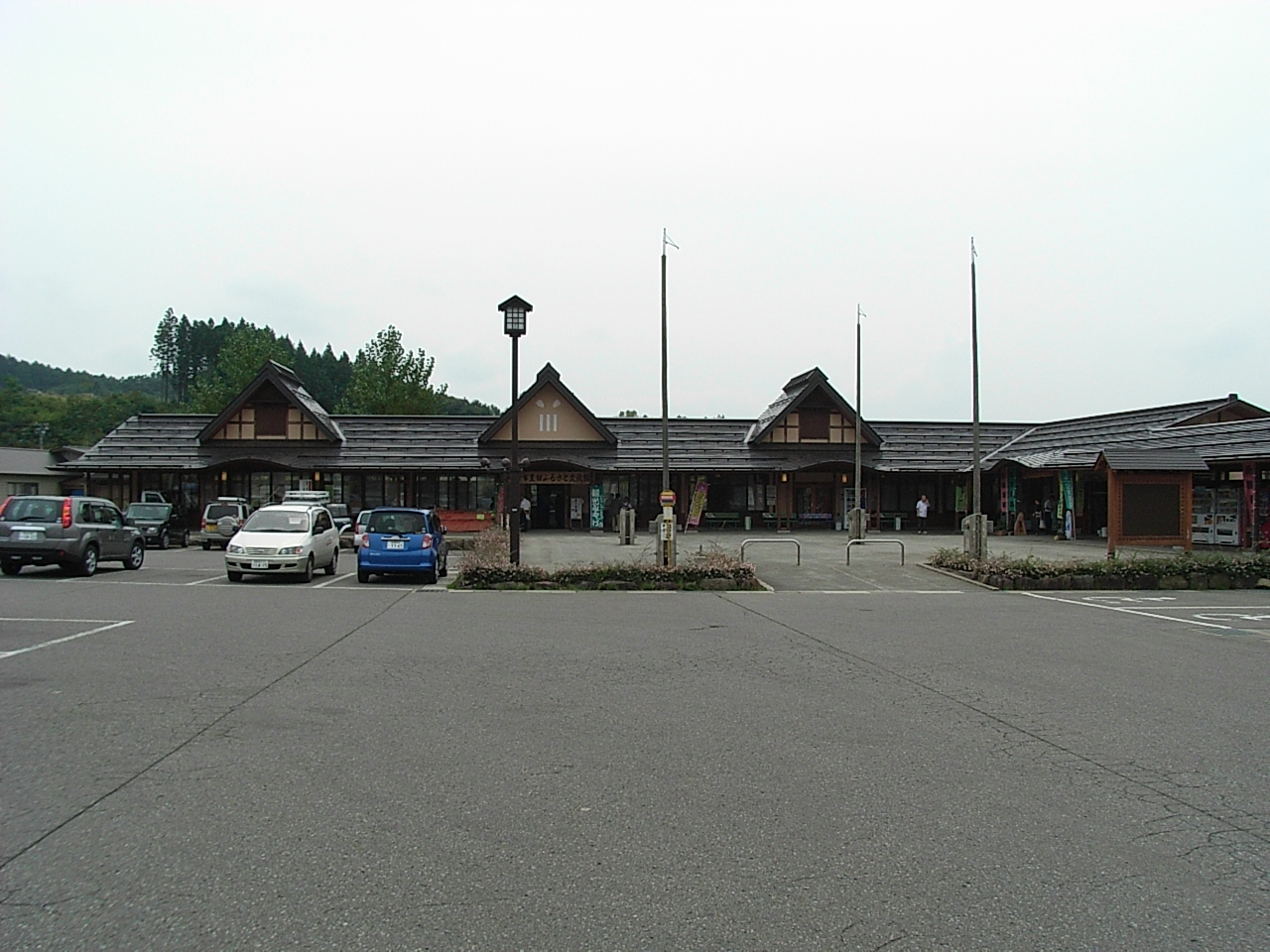
駐車場の様子

- 駐車場
  - 普通車：42台
  - 大型車：13台
  - 身障者用：2台
- トイレ
  - 男：9器
  - 女：6器
  - 身障者用：1器
- 公衆電話
- 食堂（10:00 - 18:00）
- とよた物産館（9:00 - 18:30）

## 休館日
- 毎週水曜日
- 1月1日

## アクセス
- 国道117号 - 登録路線
  - 長野県道96号飯山妙高高原線
  - 長野県道362号牟礼永江線
- 上信越自動車道 豊田飯山IC

## 周辺
- 斑尾高原
- 体験交流施設 まだらおの湯
- 高野辰之記念館
- 天正寺
- 真宝寺